# Сборная Беларуси по греко-римской борьбе
Сборная Беларуси по греко-римской борьбе с 1993 года представляет Беларусь на международных турнирах. Контроль и организацию осуществляет Белорусская федерация борьбы. Одним из этапов отбора в сборную команду является чемпионат Республики Беларусь.

## Главные тренеры

### Белорусская ССР
- Михаил Мирский (1933—1967)
- Виталий Фефелов (1968—1969)
- Николай Чучалов (1970—1978)
- Валерий Цимбаревич (1979—1980)
- Иван Коршунов (1981—1992)

### Республика Беларусь
- Валентин Ивко (1992—1994)
- Камандар Маджидов (1994—1998)
- Вячеслав Максимович (1998—2000)
- Камандар Маджидов (2001—2002)
- Валерий Гайдук (2003—2007)
- Геннадий Сапунов (2007—2013)
- Игорь Петренко (2014—2019)
- Владимир Копытов (2019—2021)
- Виктор Сосуновский (с 2021)

## Выступления на международных соревнованиях
Начиная с 1993 года сборная по греко-римской борьбе представляет Республику Беларусь на международных соревнованиях отдельной командой.   

### Олимпийские игры
На олимпийских играх спортсмены, представляющие сборную, завоевали 7 медалей.
| Олимпийские игры | Олимпийские игры | Олимпийские игры                    | Олимпийские игры   |
| год              | 1                | 2                                   | 3                  |
| ---------------- | ---------------- | ----------------------------------- | ------------------ |
| 1996             |                  | - Александр Павлов - Сергей Лиштван | Валерий Циленьть   |
| 2000             |                  |                                     | Дмитрий Дебелко    |
| 2004             |                  |                                     | Вячеслав Макаренко |
| 2008             |                  |                                     | Михаил Семёнов     |
| 2016             |                  |                                     | Джавид Гамзатов    |

### Чемпионаты мира
На чемпионатах мира завоевано 17 медалей.
| Чемпионаты мира | Чемпионаты мира | Чемпионаты мира    | Чемпионаты мира    |
| год             | 1               | 2                  | 3                  |
| --------------- | --------------- | ------------------ | ------------------ |
| 1993            |                 | Камандар Маджидов  |                    |
| 1994            |                 | Александр Павлов   | Валерий Циленьть   |
| 1997            |                 | Анатолий Федоренко |                    |
| 1999            |                 |                    | Владимир Копытов   |
| 2005            | Алим Селимов    |                    | Сергей Артюхин     |
| 2006            |                 |                    | Сергей Артюхин     |
| 2009            |                 |                    | Александр Кикинев  |
| 2010            |                 | Тимофей Дейниченко |                    |
| 2011            | Алим Селимов    | Ельбек Тажиев      |                    |
| 2013            |                 |                    | Джавид Гамзатов    |
| 2015            |                 | Виктор Сосуновский |                    |
| 2017            |                 | Радик Кулиев       |                    |
| 2018            |                 |                    | Виктор Сосуновский |
| 2021            |                 | Кирилл Маскевич    |                    |

### Кубок мира
| Кубок мира | Кубок мира        | Кубок мира         | Кубок мира                                        |
| год        | 1                 | 2                  | 3                                                 |
| ---------- | ----------------- | ------------------ | ------------------------------------------------- |
| 2011       | Александр Кикинев | Тимофей Дейниченко | - Михаил Семёнов - Алим Селимов - Иосиф Чугошвили |
| 2013       |                   |                    | - Михаил Семёнов                                  |
| 2020       | Кирилл Маскевич   |                    | - Максим Кажарский - Сослан Дауров - Радик Кулиев |

### Чемпионаты Европы
На чемпионатах Европы завоевано 52 медали.
| Чемпионаты Европы | Чемпионаты Европы                     | Чемпионаты Европы                                         | Чемпионаты Европы                       |
| год               | 1                                     | 2                                                         | 3                                       |
| ----------------- | ------------------------------------- | --------------------------------------------------------- | --------------------------------------- |
| 1993              | Сергей Демяшкевич                     |                                                           | - Георгий Сосковец - Камандар Маджидов  |
| 1994              |                                       | - Фархад Магеррамов - Владимир Копытов - Сергей Кирильчук | Игорь Петренко                          |
| 1995              |                                       |                                                           | - Игорь Петренко - Владимир Копытов     |
| 1996              | Сергей Лиштван                        | Владимир Копытов                                          |                                         |
| 1997              |                                       | - Фархад Магеррамов - Анатолий Федоренко                  |                                         |
| 1998              | Сергей Лиштван                        | Владимир Копытов                                          | Игорь Петренко                          |
| 2000              | - Вячеслав Макаренко - Сергей Лиштван | Андрей Батура                                             | Виталий Жук                             |
| 2001              | Борис Радкевич                        |                                                           |                                         |
| 2002              |                                       | Сергей Лиштван                                            | Вячеслав Макаренко                      |
| 2003              |                                       | Александр Кикинев                                         |                                         |
| 2004              |                                       | - Виталий Жук - Сергей Лиштван                            | Олег Михалович                          |
| 2005              | Сергей Артюхин                        |                                                           |                                         |
| 2006              |                                       | Олег Михалович                                            |                                         |
| 2008              |                                       |                                                           | Иосиф Чугошвили                         |
| 2009              |                                       | Михаил Семёнов                                            | Александр Кикинев                       |
| 2010              | Александр Кикинев                     | Тимофей Дейниченко                                        |                                         |
| 2011              | Тимофей Дейниченко                    |                                                           | Элбек Тажиев                            |
| 2013              | Элбек Тажиев                          |                                                           |                                         |
| 2014              |                                       |                                                           | Александр Демьянович                    |
| 2016              |                                       |                                                           | - Александр Грабовик - Иосиф Чугошвили  |
| 2017              |                                       | - Павел Лях - Радик Кулиев - Александр Грабовик           | - Сослан Дауров - Казбек Килов          |
| 2018              |                                       | Виктор Сосуновский                                        |                                         |
| 2020              | Максим Негода                         |                                                           |                                         |
| 2021              |                                       | - Радик Кулиев - Кирилл Маскевич                          | Николай Стадуб                          |
| 2024              |                                       |                                                           | - Кирилл Маскевич - Абубакар Хаслаханов |

### Европейские игры
| Европейские игры | Европейские игры | Европейские игры   | Европейские игры                       |
| год              | 1                | 2                  | 3                                      |
| ---------------- | ---------------- | ------------------ | -------------------------------------- |
| 2015             |                  | Сослан Дауров      | - Виктор Сосуновский - Иосиф Чугошвили |
| 2019             |                  | Александр Грабовик | Сослан Дауров                          |

## Сборная Белорусской ССР
До 1992 года сборная Белорусской ССР принимала участие во всесоюзных спартакиадах и чемпионатах СССР, спортсмены завоевавшие места в сборной СССР принимали участие в международных соревнованиях.
- Заслуженные мастера спорта СССР
- Олег Караваев
- Владимир Зубков
- Игорь Каныгин
- Камандар Маджидов

- Заслуженные тренеры СССР
- Михаил Мирский
- Владимир Изопольский
- Иван Коршунов

### Олимпийские игры
| Олимпийские игры | Олимпийские игры  | Олимпийские игры | Олимпийские игры  |
| год              | 1                 | 2                | 3                 |
| ---------------- | ----------------- | ---------------- | ----------------- |
| 1960             | Олег Караваев     |                  |                   |
| 1980             |                   | Игорь Каныгин    |                   |
| 1988             | Камандар Маджидов |                  |                   |
| 1992             |                   |                  | Сергей Демяшкевич |

### Дружба-84
| Дружба-84 | Дружба-84                                             |
| год       | 1                                                     |
| --------- | ----------------------------------------------------- |
| 1984      | - Камандар Маджидов - Михаил Прокудин - Игорь Каныгин |

### Чемпионаты мира
| Чемпионаты мира | Чемпионаты мира                     | Чемпионаты мира                                     | Чемпионаты мира    |
| год             | 1                                   | 2                                                   | 3                  |
| --------------- | ----------------------------------- | --------------------------------------------------- | ------------------ |
| 1958            | Олег Караваев                       |                                                     |                    |
| 1961            | Олег Караваев                       |                                                     |                    |
| 1970            |                                     | Владимир Зубков                                     |                    |
| 1971            | Владимир Зубков                     |                                                     |                    |
| 1973            | - Владимир Зубков - Леонид Либерман |                                                     |                    |
| 1974            | Владимир Зубков                     |                                                     |                    |
| 1975            | Владимир Зубков                     |                                                     |                    |
| 1981            | Игорь Каныгин                       |                                                     |                    |
| 1982            |                                     |                                                     | Игорь Каныгин      |
| 1983            | Игорь Каныгин                       |                                                     |                    |
| 1985            |                                     | - Оганес Арутюнян - Михаил Прокудин - Игорь Каныгин | Анатолий Федоренко |
| 1986            | Камандар Маджидов                   |                                                     | Анатолий Федоренко |
| 1987            |                                     | Камандар Маджидов                                   |                    |
| 1989            | Камандар Маджидов                   | Александр Шестаков                                  | Анатолий Федоренко |
| 1990            | Сергей Демяшкевич                   | Александр Шестаков                                  |                    |
| 1991            |                                     |                                                     | Сергей Демяшкевич  |

### Чемпионаты Европы
| Чемпионаты Европы | Чемпионаты Европы                                                                            | Чемпионаты Европы    | Чемпионаты Европы |
| год               | 1                                                                                            | 2                    | 3                 |
| ----------------- | -------------------------------------------------------------------------------------------- | -------------------- | ----------------- |
| 1972              |                                                                                              |                      | Владимир Зубков   |
| 1980              | Игорь Каныгин                                                                                |                      |                   |
| 1981              |                                                                                              | Александр Дубровский |                   |
| 1982              | Игорь Каныгин                                                                                |                      |                   |
| 1983              | Игорь Каныгин                                                                                |                      |                   |
| 1984              | - Камандар Маджидов - Михаил Прокудин                                                        | Игорь Каныгин        |                   |
| 1985              | - Оганес Арутюнян - Камандар Маджидов - Михаил Прокудин - Игорь Каныгин - Анатолий Федоренко |                      |                   |
| 1988              | - Александр Шестаков - Анатолий Федоренко                                                    |                      |                   |
| 1990              | Анатолий Федоренко                                                                           |                      |                   |
| 1991              | - Камандар Маджидов - Сергей Демяшкевич                                                      |                      |                   |

### Универсиады
| Всемирные университетские игры | Всемирные университетские игры       | Всемирные университетские игры | Всемирные университетские игры |
| год                            | 1                                    | 2                              | 3                              |
| ------------------------------ | ------------------------------------ | ------------------------------ | ------------------------------ |
| 1973                           | - Эдуард Файнштейн - Леонид Либерман |                                |                                |
| 1981                           |                                      | Михаил Прокудин                | Александр Дубровский           |

### Чемпионаты СССР
| Чемпионаты СССР | Чемпионаты СССР                                                      | Чемпионаты СССР                                         | Чемпионаты СССР                                           |
| год             | 1                                                                    | 2                                                       | 3                                                         |
| --------------- | -------------------------------------------------------------------- | ------------------------------------------------------- | --------------------------------------------------------- |
| 1924            |                                                                      |                                                         | Н. Седзевич                                               |
| 1928*           |                                                                      |                                                         | Н. Каралькевич                                            |
| 1935            |                                                                      |                                                         | Абрам Майзельс                                            |
| 1941            |                                                                      |                                                         | Григорий Иосилевич                                        |
| 1952            |                                                                      |                                                         | Фёдор Бондур                                              |
| 1955            |                                                                      |                                                         | - Олег Караваев - Иван Коршунов                           |
| 1956**          | Олег Караваев                                                        |                                                         | Николай Чучалов                                           |
| 1957            | Олег Караваев                                                        |                                                         | Николай Чучалов                                           |
| 1958            | Олег Караваев                                                        | Иван Коршунов                                           | Михаил Гавриш                                             |
| 1959**          | Олег Караваев                                                        | - Иван Коршунов - Николай Чучалов                       |                                                           |
| 1960            | - Олег Караваев - Иван Коршунов - Николай Чучалов - Сергей Залусский |                                                         | Виталий Житенёв                                           |
| 1961            |                                                                      | Виталий Житенёв                                         |                                                           |
| 1962            | - Иван Кочергин - Олег Караваев                                      |                                                         |                                                           |
| 1963**          | - Виталий Житенёв - Николай Чучалов                                  | Виталий Фефелов                                         |                                                           |
| 1965            |                                                                      |                                                         | Виталий Фефелов                                           |
| 1967**          | Виталий Фефелов                                                      |                                                         |                                                           |
| 1968            | Владимир Сусич                                                       |                                                         |                                                           |
| 1969            |                                                                      | - Хан Бабаханов - Владимир Сусич                        |                                                           |
| 1970            |                                                                      | - Эдуард Файнштейн - Владимир Сусич                     |                                                           |
| 1971            |                                                                      | - Николай Хитряков - Леонид Либерман - Анатолий Зеленко | Владимир Нечаев                                           |
| 1972            | Анатолий Зеленко                                                     |                                                         | - Николай Хитряков - Валерий Булынко                      |
| 1973            | Владимир Зубков                                                      | - Эдуард Файнштейн - Владимир Сусич                     | Анатолий Зеленко                                          |
| 1975**          |                                                                      | Анатолий Зеленко                                        | Александр Дубровский                                      |
| 1976            |                                                                      |                                                         | - Александр Дубровский - Анатолий Зеленко                 |
| 1980            | Игорь Каныгин                                                        |                                                         |                                                           |
| 1981            | Александр Дубровский                                                 | Игорь Каныгин                                           | Александр Залусский                                       |
| 1982            | Игорь Каныгин                                                        |                                                         | - Александр Козовский - Анатолий Санюк                    |
| 1983            |                                                                      |                                                         | - Камандар Маджидов - Александр Козовский - Игорь Каныгин |
| 1984            | - Оганес Арутюнян - Михаил Прокудин - Игорь Каныгин                  | - Иван Черныш - Иван Чечко - Александр Козовский        | - Камандар Маджидов - Сергей Чучалов                      |
| 1985            | - Оганес Арутюнян - Анатолий Федоренко                               |                                                         |                                                           |
| 1986            | Анатолий Федоренко                                                   |                                                         | - Александр Шестаков - Валерий Богданёнок                 |
| 1987            | Игорь Каныгин                                                        | Камандар Маджидов                                       |                                                           |
| 1988            | - Александр Шестаков - Анатолий Федоренко                            |                                                         | - Сергей Демяшкевич - Игорь Каныгин                       |
| 1989            | Александр Шестаков                                                   |                                                         | - Шамсудин Аббасов - Анатолий Федоренко                   |
| 1990            | Шамсудин Аббасов                                                     | Камандар Маджидов                                       |                                                           |
| 1991            | - Сергей Лиштван - Сергей Демяшкевич                                 | Александр Шестаков                                      | Анатолий Федоренко                                        |
| 1992***         | - Камандар Маджидов - Сергей Демяшкевич                              | Анатолий Федоренко                                      | Андрей Строчко                                            |

| *   | — чемпионат СССР, проведённый в рамках Всесоюзной спартакиады          |
| **  | — чемпионаты СССР, проведённые в рамках летних Спартакиад народов СССР |
| *** | — чемпионат СНГ                                                        |

### Спартакиады народов СССР
| Спартакиады народов СССР | Спартакиады народов СССР                 | Спартакиады народов СССР                                  | Спартакиады народов СССР                 |
| год                      | 1                                        | 2                                                         | 3                                        |
| ------------------------ | ---------------------------------------- | --------------------------------------------------------- | ---------------------------------------- |
| 1956*                    | Олег Караваев                            |                                                           | Николай Чучалов                          |
| 1959*                    | Олег Караваев                            |                                                           | - Иван Коршунов - Николай Чучалов        |
| 1963*                    | - Виталий Житенёв - Николай Чучалов      | Виталий Фефелов                                           |                                          |
| 1967*                    | Виталий Фефелов                          |                                                           |                                          |
| 1971                     |                                          | Леонид Либерман                                           | - Эдуард Файнштейн - Владимир Сусич      |
| 1975*                    |                                          | Анатолий Зеленко                                          | Александр Дубровский                     |
| 1979                     |                                          |                                                           | - Виктор Уминский - Анатолий Зеленко     |
| 1983                     |                                          | - Камандар Маджидов - Александр Козовский - Игорь Каныгин | - Михаил Прокудин - Александр Дубровский |
| 1986                     | - Владимир Богуцкий - Анатолий Федоренко | Валерий Гридюшко                                          | Владимир Копытов                         |
| 1991                     | Сергей Демяшкевич                        | Анатолий Федоренко                                        |                                          |

| * | — Одновременно турнир имел статус Чемпионата СССР |

### Гран-при Ивана Поддубного
Победители Гран-при Ивана Поддубного:
Олег Караваев(1964),
Валерий Булынко(1966),
Дмитрий Коган(1966),
Владимир Сусич(1966, 1971),
Владимир Зубков(1970, 1971, 1972),
Анатолий Зеленко(1970, 1973),
Леонид Либерман(1971),
Павел Чеховской(1971),
Хан Бабаханов(1972),
Эдуард Файнштейн(1973),
Александр Дубровский(1979, 1980),
Иван Черныш(1983),
Александр Козовский(1983, 1984),
Михаил Прокудин(1984, 1985),
Сергей Демяшкевич(1990).